# Pilosité pubienne

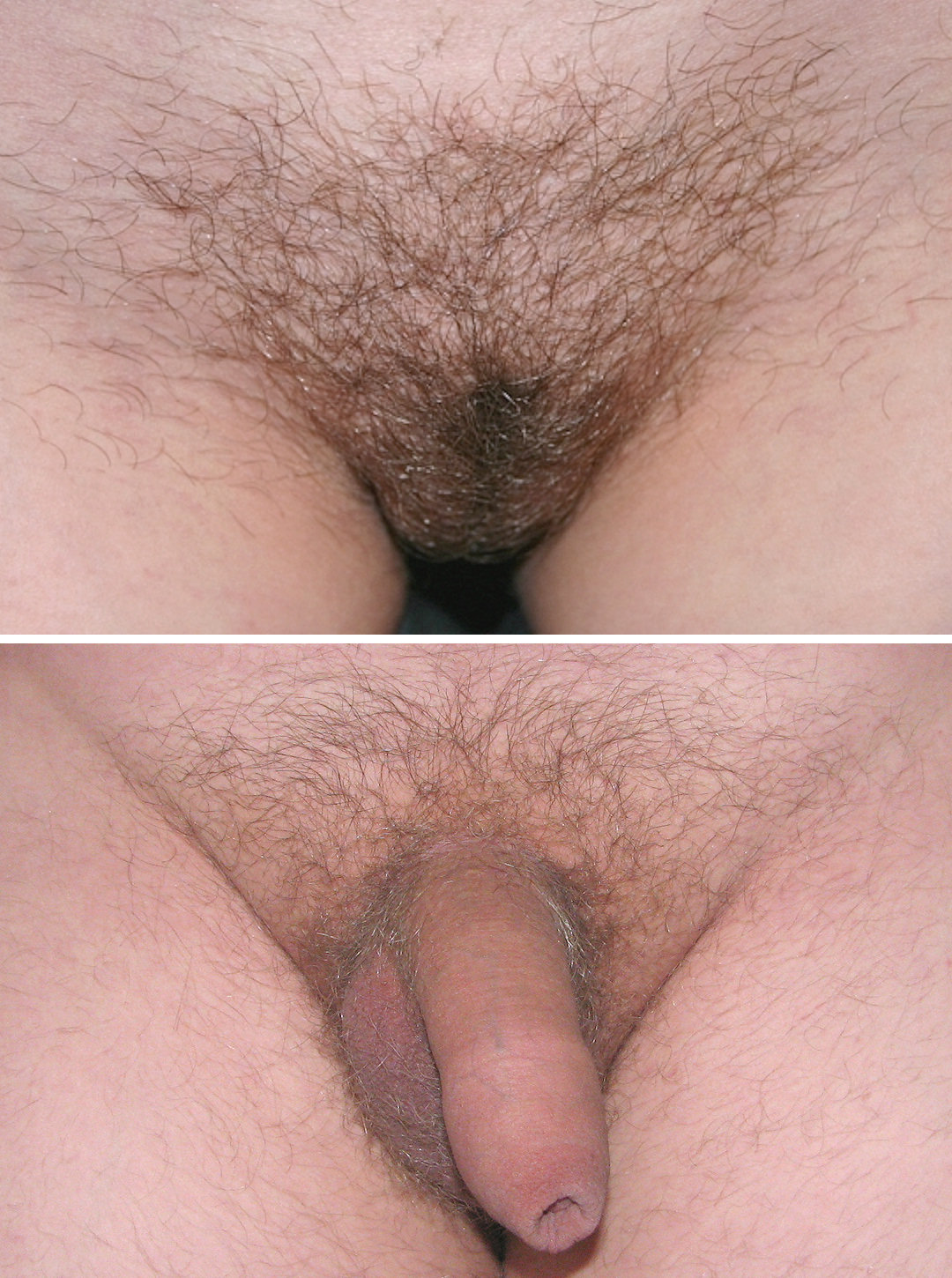
Exemple de pilosité pubienne féminine et masculine.

La pilosité pubienne appelée aussi toison pubienne, est, chez l'être humain, la zone de poils situés au niveau des organes génitaux, dans l'entre-jambe et quelquefois en haut de l'intérieur des jambes ; cette zone forme la région pubienne.
Bien qu'il existe un fin duvet dans cette zone pendant l'enfance, la pilosité pubienne se développe en poils plus longs et plus épais pendant la puberté.
C'est l'effet de l'augmentation du niveau d'androgènes sur la peau des parties génitales.

## Description

### Motifs
Les motifs de la pilosité pubienne varient selon les personnes. Sur certains, les poils sont épais et denses, alors que sur d'autres ils peuvent être épars et fins.
Sur la plupart des femmes, la toison pubienne est triangulaire et recouvre le mont du pubis.
Chez de nombreux hommes, cette toison diminue vers le haut en une ligne de poils vers le nombril.

### Couleur
La couleur de la pilosité pubienne et celle des autres poils du corps et du visage (cheveux, sourcils, aisselles, torse, jambes, bras...) peut différer considérablement, tant chez l'homme que chez la femme. La plupart du temps, ils sont plus sombres, mais ils peuvent être plus clairs chez certains. Chez de nombreux hommes, la couleur des poils pubiens est très proche de celle de leur barbe (avant que cette dernière ne blanchisse avec l'âge), qui encore une fois peut différer de la couleur des cheveux.

## Fonction
Certains auteurs pensent que les fonctions de la pilosité pubienne incluent la dissémination de phéromones et la protection contre les frictions lors de rapports sexuels. Les poils pubiens formeraient également une protection naturelle contre les microbes auxquels une vulve épilée serait plus vulnérable. Toutefois aucune étude ne permet d'étayer cette hypothèse.

## Développement
Les évolutions morphologiques de la puberté se mesurent à l'aide d'une échelle à 5 niveaux appelée classification de Tanner.
La pilosité pubienne peut se développer grâce aux androgènes seuls, même si les ovaires ou les testicules sont défectueux ou non fonctionnels.
Entre les hommes et les femmes, il existe une légère différence en termes de capacité de réponse aux androgènes. Le flagrant dimorphisme sexuel en termes de distribution des poils entre hommes et femmes est d'abord le résultat de différences de taux d'androgènes atteint à la maturité.
De la même manière que pour les autres poils, les poils pubiens sont associés à la concentration localisée de glandes sébacées.

### État prépubère
Avant la puberté, les parties génitales des garçons et des filles ont du duvet très fin (stade 1 de Tanner). Au début de la puberté, en réponse à l'élévation du niveau d'androgènes, la peau des parties génitales commence à produire des poils plus gros et plus longs, avec un taux de croissance plus important. Le changement de chaque follicule est relativement brusque, mais la superficie de la peau sur laquelle poussent ces poils augmente graduellement avec les années. Des exceptions font que certains jeunes hommes n'ont pas de poils pubiens avant 14 ans. La cause en est une production d'hormones trop faible.

### Chez les filles
Chez la plupart des filles, la pilosité pubienne apparait aux confins des grandes lèvres (stade 2 de Tanner) vers 12 ans. Au départ, les poils pubiens sont confinés en une légère touffe, concentrés essentiellement sur le bas du pubis.
Puis, ils s'étendent en avant vers le mont du pubis (stade 3 de Tanner) pendant les 2 années suivantes, formant ainsi une fine bande verticale, communément appelée « ticket de métro » en raison de sa forme rectangulaire. Au cours de trois ans de puberté, le triangle pubien se densifie, les poils pubiens prolifèrent massivement dépassant souvent le triangle pubien pour se retrouver sur l'intérieur des cuisses. Seules les petites lèvres n'ont pas de poils pubiens. Les deux années suivantes, les poils pubiens poussent aussi sur le bas des fesses et quelquefois quelques-uns sur l'abdomen vers le nombril. Avant l'âge de 14 ans, les poils pubiens sont souvent beaucoup plus nombreux chez la fille que chez le garçon , ces derniers entamant plus tardivement le processus de la puberté.

### Chez les garçons
Chez les garçons, la pilosité pubienne apparait de manière éparse sur le scrotum ou en haut de la base du pénis (stade 2 de Tanner). En un an, les poils autour de la base du pénis deviennent innombrables (stade 3 de Tanner), et en 3 ou 4 ans, les poils remplissent toute la zone pubienne (stade 4). En 5 ans, ils s'étendent vers le bas des fesses et remontent sur l'abdomen vers le nombril (stade 5 de Tanner). D'autres zones de la peau sont de la même façon, mais un peu moins, sensibles aux androgènes et quelques poils apparaissent donc un peu plus tard. Globalement, la sensibilité aux androgènes et l'apparition de poils se situent au niveau des aisselles, du périnée, de la lèvre supérieure, des pattes (devant les oreilles), des mamelons, du milieu de la poitrine, du cou sous le menton, du reste de la poitrine et de la barbe, des membres et des épaules, du dos et des fesses. Bien qu'elle soit généralement considérée comme une partie du processus de la puberté, l'apparition des premiers poils est distincte et indépendante du processus de maturation des gonades qui mène à la maturation sexuelle et à la fertilité.

## Pathologies
Comme la chevelure, la pilosité pubienne peut être infestée de poux, il s'agit des morpions.
Selon une étude publiée début 2014 par le journal American Journal of Obstetrics and Gynecology (en), et reprise par la presse (ex : The Telegraph) toutes les formes d'épilation peuvent être parfois source de complications, et les complications bénignes sont fréquentes. La plupart des femmes nord américaines interrogées lors de cette étude (87 % d'entre elles) ont admis avoir couramment supprimé au moins une partie de leurs poils pubiens, et le reste a répondu l'avoir déjà fait dans le passé. Les jeunes femmes sont également concernées : Lors d'une enquête publiée en 2010, plus de la moitié des femmes de 18-24 ans aux États-Unis ont dit s'être récemment épilé le pubis et cette pratique est devenue populaire chez les jeunes et même chez les adolescentes,. Les auteurs constatent que les femmes de poids normal (ou inférieur à ce poids) étaient statistiquement plus susceptibles de déclarer l'épilation pubienne totale que les femmes en surpoids ou obèses.
La majorité des femmes interrogées (60 %) a connu au moins une complication médicale induite par l'épilation ; les complications les plus fréquentes étaient le poil incarné ou des problèmes d'épiderme. Dans cette étude, les femmes hispaniques et les femmes de peau noire étaient moins susceptibles que les femmes blanches de signaler des complications. Les femmes en surcharge pondérale ou obèses étaient deux fois plus susceptibles de signaler une complication et près de 3 fois plus de risque si elles avaient aussi pratiqué une épilation totale.
Seulement 4 % de ces femmes avaient consulté pour ces complications liées, et seulement 4 % ont discuté avec leur médecin de la sécurité des différentes pratiques d'épilation. Les auteurs estiment que les femmes peuvent et devraient discuter de ces questions avec leur gynécologue, qui serait le mieux à même de leur répondre.

## Attitudes culturelles

### Représentations

#### La Maja nue

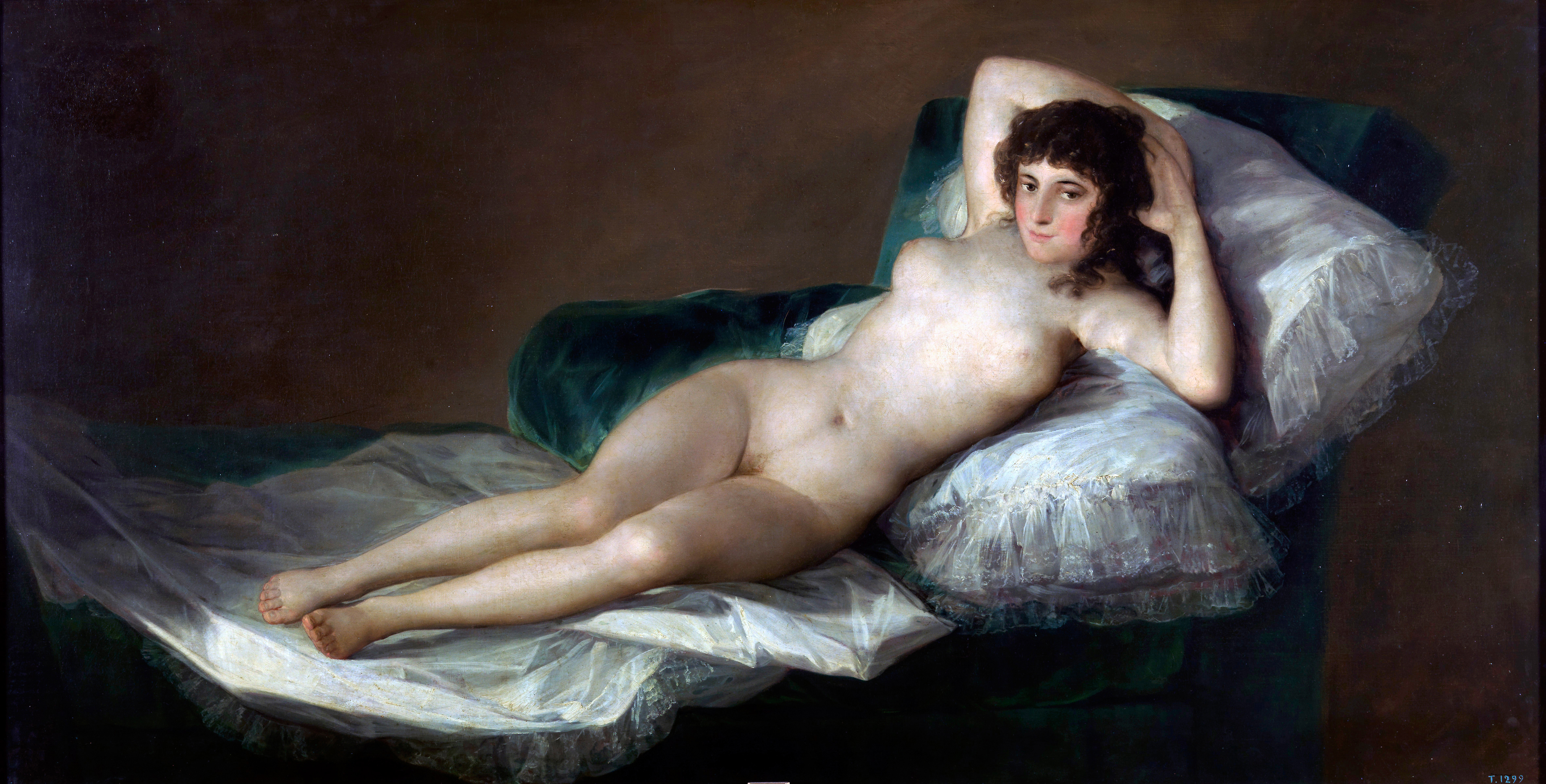
La Maja nue de Francisco de Goya.

La Maja nue de Francisco de Goya est probablement la première peinture européenne à montrer la pilosité pubienne d'une femme.

#### L'Origine du monde

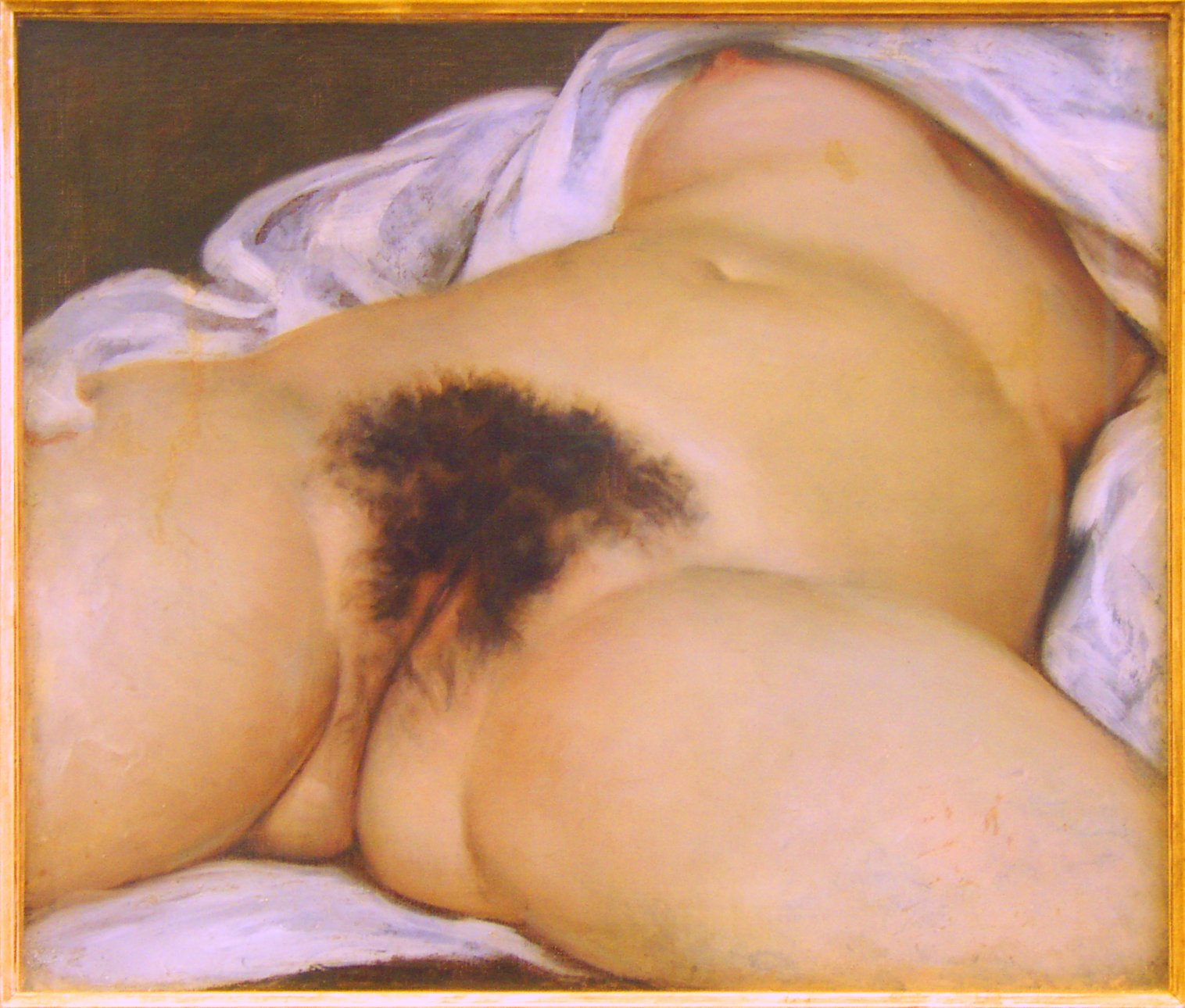
L'Origine du monde de Gustave Courbet.

### Le Japon
Dans les dessins japonais, la pilosité pubienne est souvent omise pour des raisons légales (Cf. hentai), puisque depuis très longtemps il y est interdit de la représenter. Récemment, l'interprétation de la loi a changé.

## Épilation

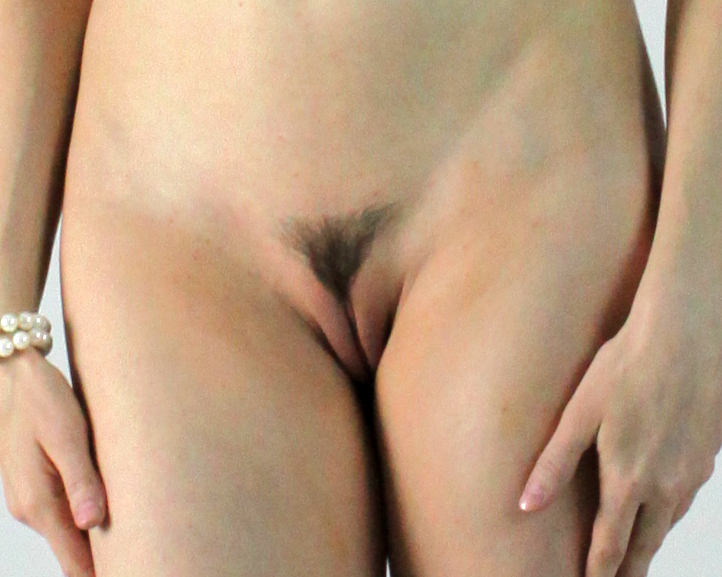
Exemple d'épilation.

À partir des années 1990 (en raison des pratiques des acteurs et des actrices de la pornographie américaine visibles notamment sur Internet)[réf. nécessaire], il est devenu courant dans les sociétés occidentales de tailler et d'épiler partiellement ou entièrement les poils pubiens.
Plusieurs autres cultures ont différentes habitudes de rasage, autant que de raisons justifiant ces modifications de la pilosité.
Ces modifications sont motivées par des préoccupations extrêmement multiples et intéressent des populations diverses : modèles pour photographes des années 1920 aux années 1970, pionniers du naturisme dans les années 1930, populations méditerranéennes, adhésion à l'islam, acteurs et actrices du cinéma X.
Elles accompagnent aussi des comportements exploratoires homo ou hétérosexuels.
Ce sont ces comportements qui vont ensuite nourrir des représentations sexuelles à la faveur du développement des nouvelles technologies.
Une personne qui apprécie particulièrement les parties génitales pourvues de poils est pubophile. Une personne qui apprécie particulièrement les parties génitales dépourvues de poils est acomoclitique. Ces goûts sont influencés par des représentations culturelles comme la sculpture, la peinture puis la photographie, le cinéma, les médias et l'Internet.
Dans l'islam, l'épilation est une pratique approuvée, aux côtés de la circoncision, la coupe des ongles, le brossage des dents, etc. (pour plus de détails, Cf. fitra).
Les mouvements d'émancipation de la femme y voient plutôt une pratique qui tend a soumettre le sexe féminin à des canons esthétiques définis par une autorité masculine.

### Styles
Le style d'épilation pubienne peut être comparé à des styles comme les vêtements ou la coiffure. Parmi les différents styles d'épilation, on peut citer :
- le style naturel : Aucun poil n'est enlevé, tout au plus un léger taillage ;
- le style « maillot » : On enlève les poils qui dépassent du maillot de bain (en haut et sur les côtés) ;
- le style « maillot à la brésilienne » : Comme pour le maillot en triangle mais plus échancré, avec en plus l'épilation des grandes lèvres, du périnée et du sillon inter-fessier ;
- le style « maillot à l'américaine» ou « ticket de métro » : On enlève tout sauf une étroite bande, traditionnellement de la même largeur que le pli naturel ;
- le style « maillot intégral » : Tous les poils sont enlevés par épilation.

Si les styles d’épilation les plus répandus restent les différents types de maillots, il y a des styles d'épilation moins courants comme le cœur, l’éclair, le diamant, les flammes, la flèche, les initiales ou d’autres formes que l’on peut imaginer...
La modification de couleur (décoloration ou coloration), notamment applicable au style brésilien, est également possible. Pour une décoloration, la teinte résultante peut aller du blond clair au brun foncé, selon la pigmentation initiale naturelle. Pour une coloration, il existe des colorants spécifiques aux poils pubiens, soit de couleurs naturelles par exemple pour masquer les poils blancs, soit de couleurs plus "flashy" rose, vert, bleu...

Styles de pilosité pubienne féminine
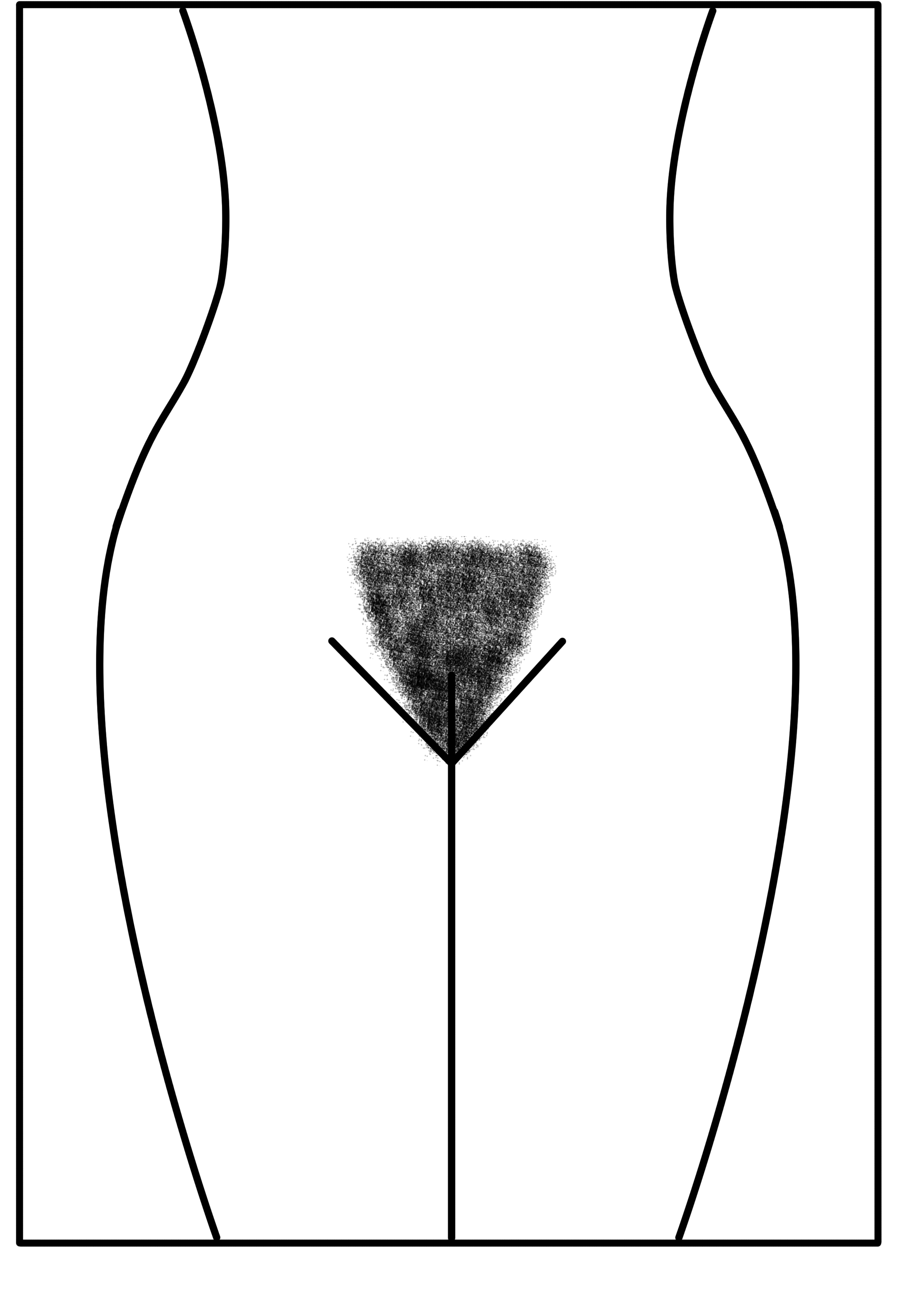
Au naturel.
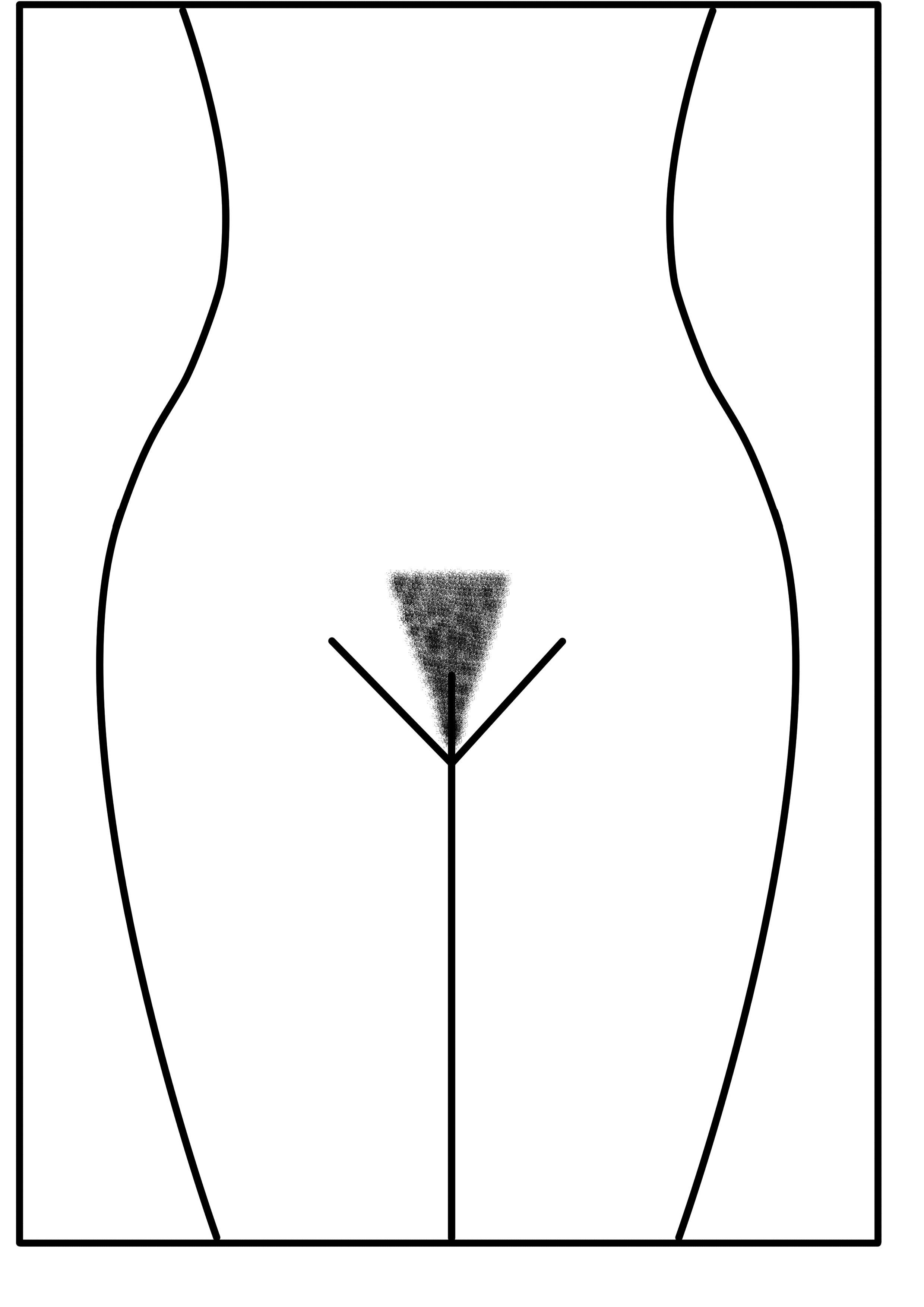
En maillot en triangle.
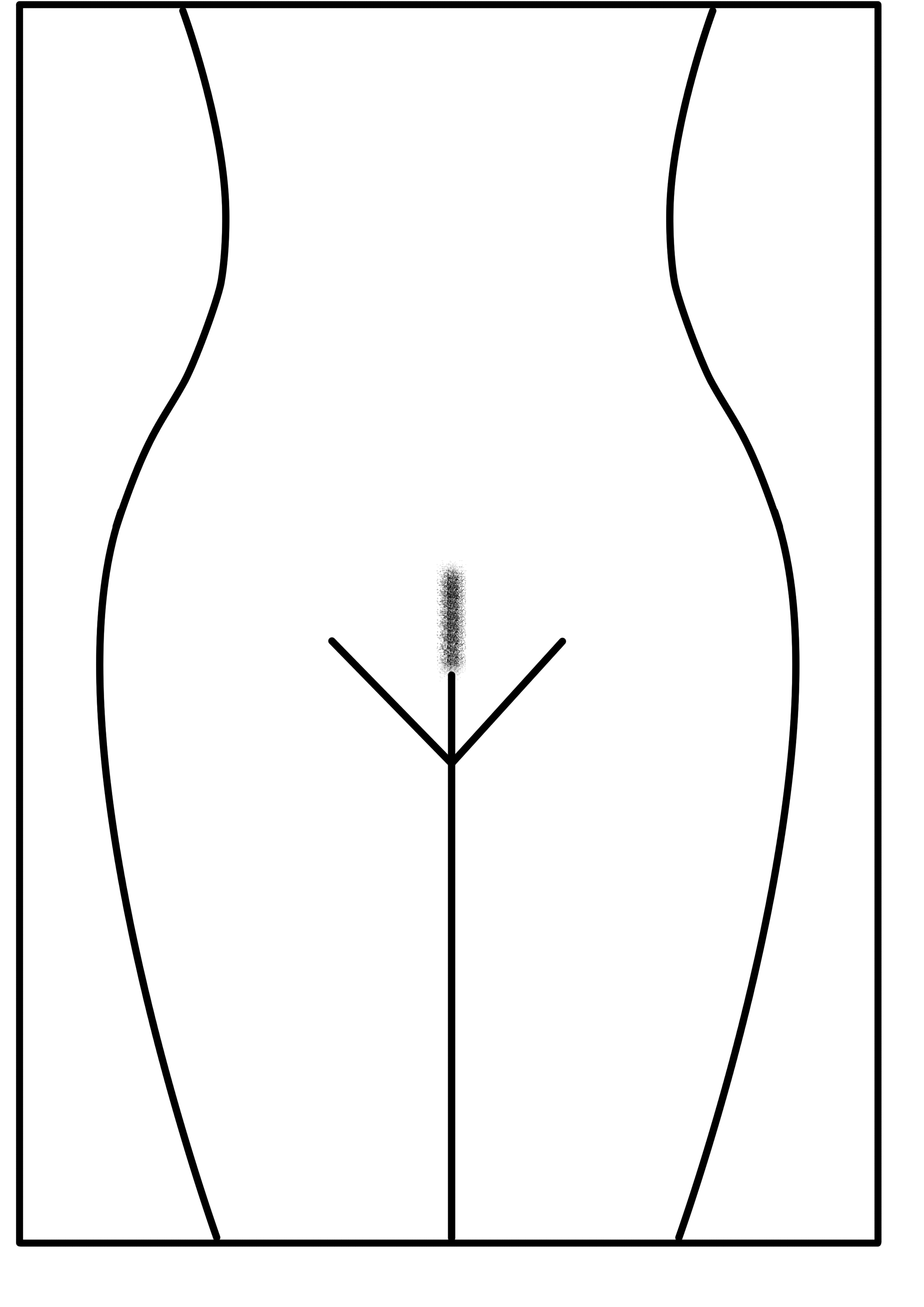
En « ticket de métro ».
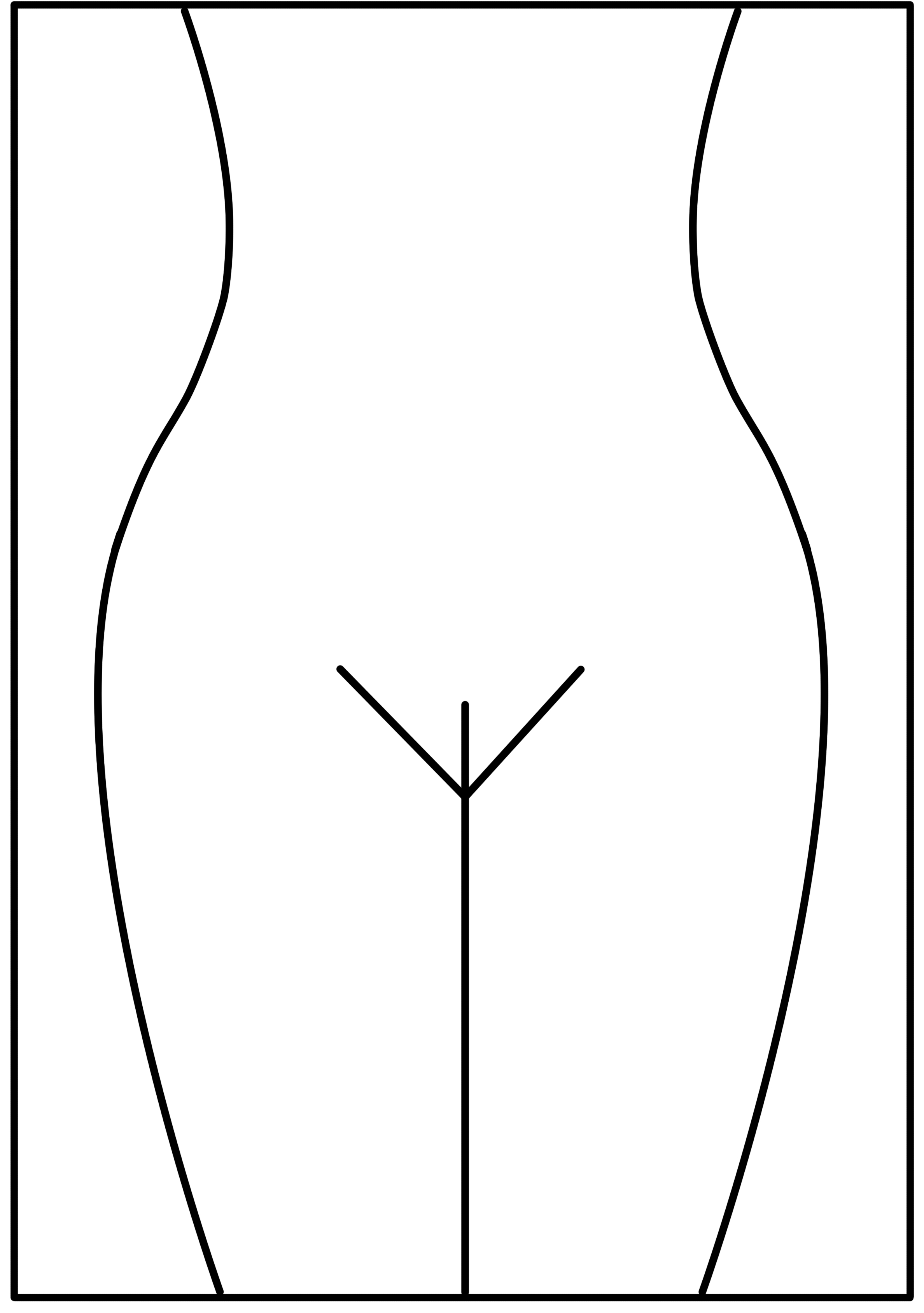
« Intégrale ».
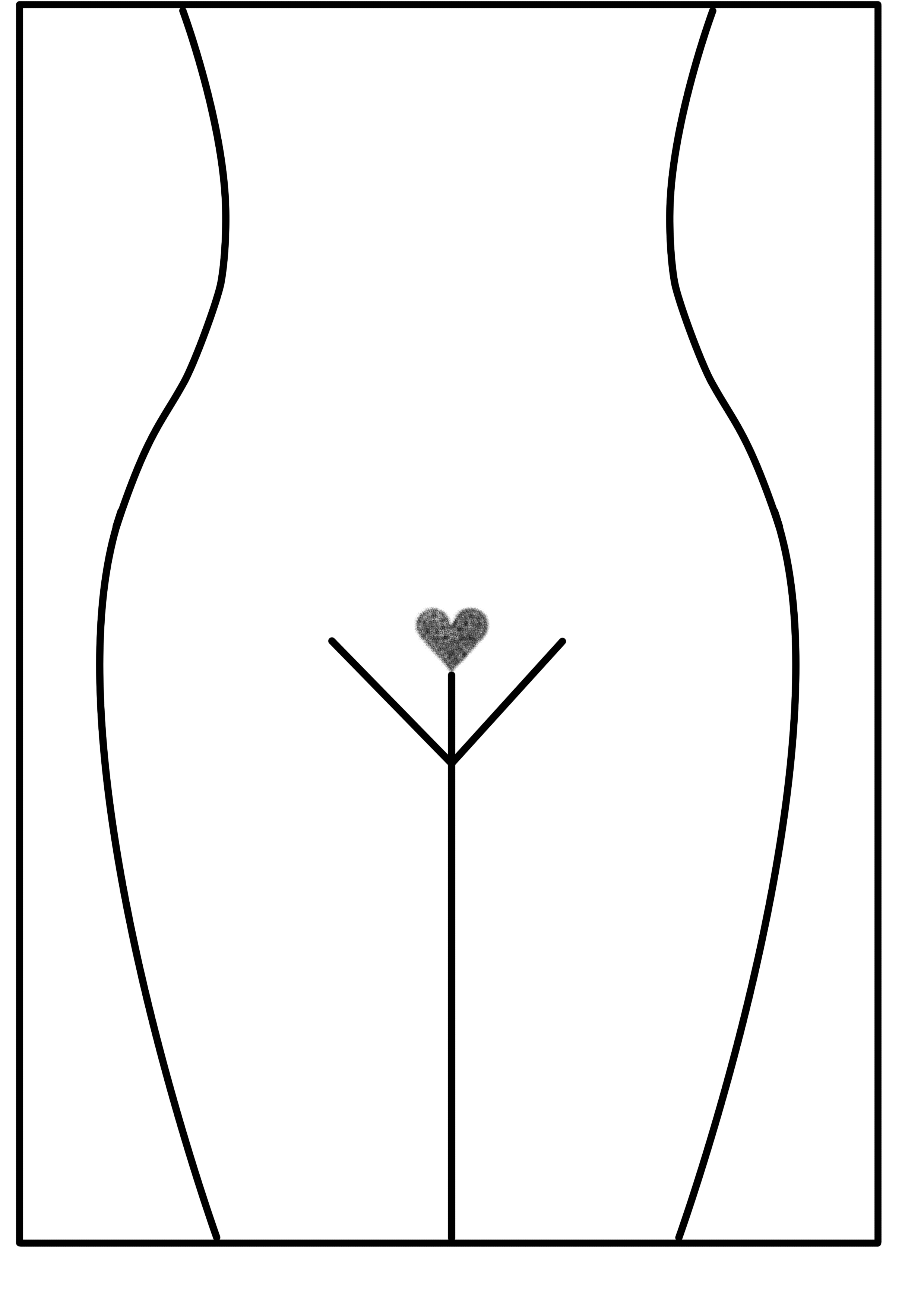
En forme de cœur.

L'épilation masculine peut être associée au courant du « manscaping », désignant les soins du corps pour les hommes tels que l'épilation du torse et des jambes.

### Méthodes
Différentes méthodes existent pour l'épilation. Aucune ne met cependant à l'abri de différents problèmes (risque d'infection, de repousse de poil incarné, de coupures ou de micro-traumatismes notamment).
Il existe des méthodes temporaires comme la pince à épiler, le rasoir, la cire, les crèmes dépilatoires, la tondeuse, le fil et les méthodes durables comme les lotions épilatoires. Enfin les méthodes pour une épilation définitive peuvent être groupées en deux grandes classes : l'épilation à l'aiguille ou électrolyse, et la photo-épilation.